# Girdletree
Girdletree es un lugar designado por el censo ubicado en el condado de Worcester en el estado estadounidense de Maryland. En el Censo de 2010 tenía una población de 149 habitantes y una densidad poblacional de 86,9 personas por km².

## Geografía
Girdletree se encuentra ubicado en las coordenadas 38°5′56″N 75°24′2″O / 38.09889, -75.40056. Según la Oficina del Censo de los Estados Unidos, Girdletree tiene una superficie total de 1.71 km², de la cual 1.71 km² corresponden a tierra firme y (0%) 0 km² es agua.

## Demografía
Según el censo de 2010, había 149 personas residiendo en Girdletree. La densidad de población era de 86,9 hab./km². De los 149 habitantes, Girdletree estaba compuesto por el 75.84% blancos, el 17.45% eran afroamericanos, el 0% eran amerindios, el 0% eran asiáticos, el 0% eran isleños del Pacífico, el 6.04% eran de otras razas y el 0.67% pertenecían a dos o más razas. Del total de la población el 8.72% eran hispanos o latinos de cualquier raza.